# هايمان غولدن
هايمان غولدن (بالإنجليزية: Hyman Goldin)‏ هو حاخام أمريكي، ولد في 1881، وتوفي في 1972.